# Juliette Lewis
Juliette Lake Lewis, född den 21 juni 1973 i Los Angeles, Kalifornien, är en amerikansk skådespelare och musiker.

## Biografi
Lewis föddes i Woodland Hills, Kalifornien. Hennes far var skådespelaren Geoffrey Lewis och modern är grafisk formgivare. Föräldrarna skilde sig när Lewis var två år.
Redan vid sju års ålder bestämde hon sig för att bli skådespelare och sedan hon var tolv år gammal har hon medverkat i fyrtiotalet filmer och TV-filmer. Hon har också medverkat i en reklamfilm för det amerikanska jeansmärket GAP, där hon dansade till Daft Punks "Digital Love". Under flera år var hon och Brad Pitt ett par och hon spelade mot honom i Kalifornia och Too Young to Die?.
Flera av hennes rollgestaltningar är som sköra, godtrogna och destruktiva kvinnor. 1992 blev hon Oscarsnominerad för bästa kvinnliga biroll för sin roll som dottern Danielle Bowden i Martin Scorseses Cape Fear där hon spelade mot Robert de Niro och Nick Nolte. Juliette Lewis gör rösten till Nina, en av huvudkaraktärerna i Tarik Salehs animerade film Metropia. 
Mellan 2003 och 2009 ägnade hon sig åt sitt rockband, Juliette and the Licks. Bland andra samarbetade hon med låtskrivaren Linda Perry. 
Hon är scientolog sedan uppväxten.

## Filmografi (urval)

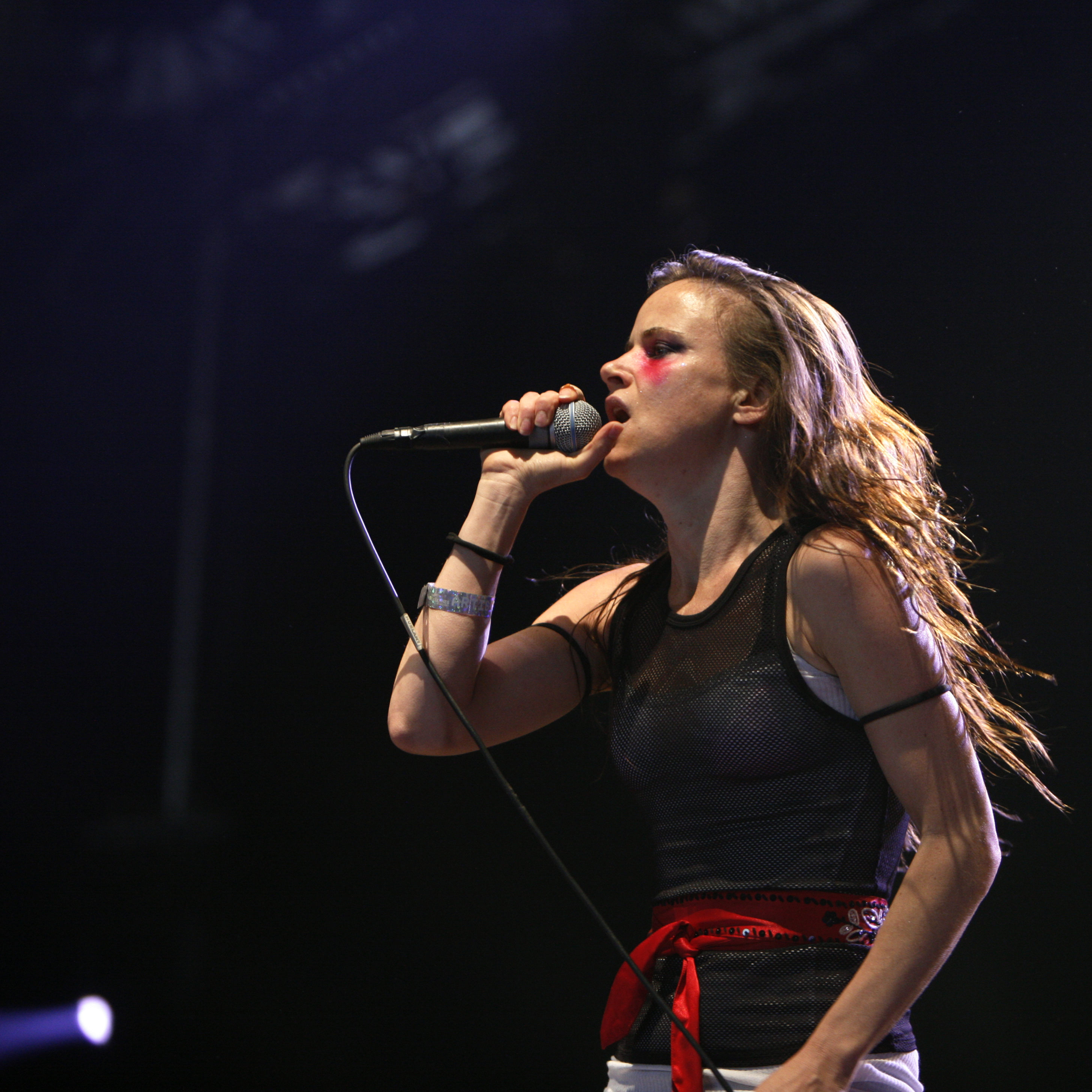
Juliette Lewis med Juliette and the Licks vid Eurockéennes 2007

- 1989 – Ett päron till farsa firar jul
- 1991 – Cape Fear
- 1993 – Kalifornia
- 1993 – Romeo is Bleeding
- 1993 – Gilbert Grape
- 1994 – Natural Born Killers
- 1994 – Mixed Nuts
- 1995 – Strange Days
- 1995 - The Basketball Diaries
- 1996 – From Dusk Till Dawn
- 1999 – The 4th Floor
- 1999 – Den första kärleken
- 2000 – Way of the Gun
- 2001 – I Gaudis Fotspår
- 2002 – Desperata kvinnor (TV-film)
- 2002 – En kvinnas hämnd
- 2003 – Old School
- 2003 – Cold Creek Manor
- 2004 – Chasing Freedom (TV-film)
- 2004 – Blueberry
- 2004 – Starsky & Hutch
- 2005 – Aurora Borealis
- 2005 – Daltry Calhoun
- 2006 – Lightfield's Home Videos
- 2006 – The Darwin Awards
- 2006 – My Name Is Earl, avsnitt The Bounty Hunter (gästroll i TV-serie)
- 2006 – Grilled
- 2006 – Catch and Release
- 2009 – Metropia (röst)
- 2009 – Whip it!
- 2010 – Pappa på burk
- 2011 – Hick
- 2013 – En familj – August: Osage County
- 2015 – Secrets and Lies (TV-serie)
- 2015 – Jem and the Holograms
- 2016 – Nerve
- 2020 – I Know This Much Is True (TV-serie)
- 2021 – Yellowjackets (TV-serie)
- 2025 – Opus

## Diskografi
Juliette and the Licks
- …Like a Bolt of Lightning  (2004)
- You're Speaking My Language  (2005)
- Four on the Floor (2006)

Juliette Lewis
- Terra Incognita (2009)
- Future Deep (2017)